# Саманта Стронг
Саманта Стронг (англ. Samantha Strong) настоящее имя Самона Сьюзен Шилдс (англ. Samona Susan Shields, род. 9 июня 1967, Сиэтл, Вашингтон) — бывшая американская порноактриса, лауреатка премии AVN Awards, член Зала славы AVN.

## Биография
Родилась 9 июня 1967 года в Сиэтле. Дебютировала в порноиндустрии в 1986 году, в возрасте около 19 лет. Первая сцена — в фильме Merry X-Miss. Первая сцена анального секса — в фильме Sam’s Fantasy.
Снималась для таких студий, как Western Visuals, Vivid Entertainment, VCA Pictures, Sin City, CDI Home Video и других. В 1988 году получила премию AVN Awards как лучшая новая старлетка. В 1995 году была включена в Зал славы AVN.
В 1998 году была нанята Деннисом Хофом на работу в Moonlite BunnyRanch, легальный бордель в Неваде.
Ушла из индустрии в 2002 году, снявшись в 193 фильмах.

## Награды
- 1988 AVN Awards — лучшая новая старлетка[8]
- 1995 — включена в Зал славы AVN

## Личная жизнь
У Саманты были отношения с писателем и полицейским информатором Джимми Кином, который помог полиции в получении признания от серийного убийцы Ларри Холла.

## Избранная фильмография
- Merry X-Miss[11] (1986)
- Deep Throat II
- Backside to the Future II (1987)
- Girls of Double D 2 (1987)